# Михайлова афера
Михайловата афера от 1902 година е провал в организационната мрежа на Вътрешната македоно-одринска революционна организация в Крушево и Крушевско от пролетта на 1902 година.

## История
В началото и през пролетта на 1902 година революционната организация в Крушевско е разтърсена от Крушевската и Ракитнишката афера. През юни 1902 година полицията влиза хана на Скайовци на Овчи пазар в Битоля и арестува отседналите там Кола Михайлов, Тега Херту и Зису от Магарево. Кола Михайлов е един от добрите революционни работници, който пренася оръжие от Гърция. Отначало Михайлов не издава нищо, но след като майка му му съобщава, че ръководителят Тома Никлев е и е дал парична помощ и я е изгонил като провокаторка, започва да издава революционни тайни и съобщава къде е революционният склад в дома на Такю Ляпов, в къщата на Заблевци в Крушево. При обиска складът се оказва празен, но въпреки това властите арестуват братята Колич, Алексо, Велко и Георги Ивановски, Такю Ашлакот, Фания Такю Ляпова, Христо Питрушов, Ташку Паре, Джоджа Павлев, Гьорче Селчанец, Гушу Пандифранга и много други дейци на ВМОРО в Крушево, а мнозина стават нелегални. Арестуваните са освободени след кратко задържане заедно с Кола Михайлов. През август 1902 година той е убит от Вангю Пане (Ганга), който след това става нелегален.